# مكنتش
المُكَنْتَش أو المِمْطَر المُكَنْتَش هو نوع من المماطر المقاومة للماء، بيع لأول مرة في عام 1824، وهو مصنوع من القماش المطاطي.
الاسم الإنجليزي (ماكينتوش) سُمي على اسم مخترعه الإسكتلندي تشارلز ماكينتوش.

## روابط خارجية
- Excerpts from "The Macintosh: the Paternity of an Invention"
- The Macintosh Factory in Manchester – Outline history
- Mackintosh Rainwear
- Timeline of rubber development